# Moses Kyeswa
Moses Kyeswa (ur. 12 kwietnia 1958) – ugandyjski lekkoatleta, sprinter, uczestnik Letnich Igrzysk Olimpijskich 1984.
Podczas Letnich Igrzysk Olimpijskich 1984 wystąpił w biegach na 400 metrów oraz w sztafecie 4 razy 400 metrów. W eliminacjach tej pierwszej konkurencji uzyskał czas 46,78, lecz nie awansował do następnej fazy. 
Następnie wystąpił w sztafecie 4 razy 400 metrów. Ugandyjczycy dotarli aż do finału, w którym zajęli 7. miejsce (uzyskali czas 3:02,09, który był najlepszym wynikiem czasowym, jaki osiągnęli we wszystkich startach na tych igrzyskach).
W 1983 roku na mistrzostwach świata w lekkoatletyce, dotarł do półfinału w biegu na 400 metrów.

## Rekordy życiowe
| Dystans    | Wynik (s) | Data |
| ---------- | --------- | ---- |
| 400 metrów | 45,70     | 1987 |